# Cantó de Lausèrta
El cantó de Lausèrta és un cantó francès del departament de Tarn i Garona, situat al districte de Los Sarrasins. Té 10 municipis i el cap és Lausèrta.

## Municipis
- Bonlòc
- Lausèrta
- Cases e Montdenard
- Durfòrt e la Capeleta
- Montagudet
- Montvarlan
- Sent Amanç de Pelagal
- Senta Geleda
- Salvatèrra
- Truèjols

## Història
| Data d'elecció                           | Identitat      | Partit        | Qualitat |
| ---------------------------------------- | -------------- | ------------- | -------- |
| 1985-1992                                | Marcel Dalquié | PS            |          |
| 1992-                                    | Hervé Andrieu  | Divers droite |          |
| les dades anteriors no són pas conegudes |                |               |          |
|                                          |                |               |          |